# Cueta maindroni
Cueta maindroni är en insektsart som beskrevs av Navás 1923. Cueta maindroni ingår i släktet Cueta och familjen myrlejonsländor. Inga underarter finns listade i Catalogue of Life.